# Monument national (Irlande)
Pour les articles homonymes, voir Monument national et Monument historique.

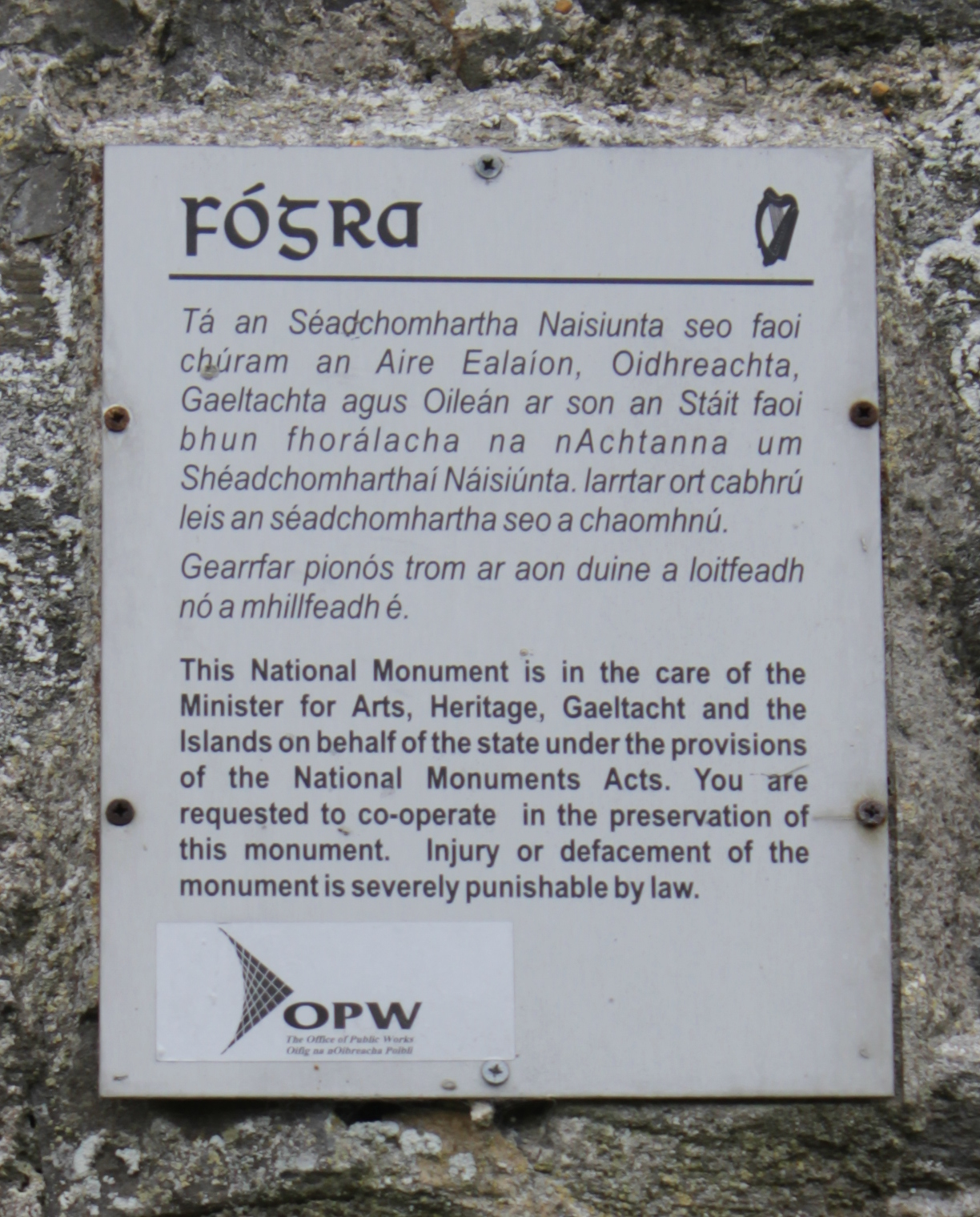
Panneau d'indication de monument, typique des panneaux utilisés en Irlande.

Un monument national en Irlande, est un monument (ou les ruines d'un monument) sous la protection de l'État, étant considéré d'importance nationale. Depuis 2006, la base légale de ce statut est le National Monuments Acts 1930 to 2004 (Code des monuments nationaux 1930 à 2004). Le code des monuments nationaux original de l'état irlandais actuel a été établi en 1930, le National Monuments Act, 1930. La liste de monuments originale comprend ceux pour lesquels le Ancient Monuments Protection Act, 1882 s'applique.
Un monument national comprend le monument lui-même, le site et l'accès au monument. les terrains autour du monument peuvent aussi être protégés si nécessaire pour protéger le monument.
L'amendement du code le plus récent date de 2004 et comprend la possibilité pour le gouvernement de détruire complètement ou partiellement un monument national. Ceci a été inclus pour permettre la destruction du château de Carrickmines (en) dans le cadre de la construction d'une intersection de la portion sud ouest de l'autoroute M50.